# Kourtéré Boubacar
Kourtéré Boubacar (auch: Kourtéré 2, Kourtéré Boubakar) ist ein Dorf im Arrondissement Niamey V der Stadt Niamey in Niger.

## Geographie
Das von einem traditionellen Ortsvorsteher (chef traditionnel) geleitete Dorf liegt im Nordwesten des ländlichen Gebiets von Niamey V. Das Nachbardorf ist Kourtéré Boubacar Péage. Zu den weiteren umliegenden Dörfern zählen Kourtéré Samboro (Kourtéré 1) im Nordosten und Diamowé im Osten.
Bei Kourtéré Boubacar verläuft ein in den Fluss Niger mündendes Trockental, der Kourtéré Gorou. Das Trockental hat eine Länge von 17 Kilometern und ein Einzugsgebiet von mehr als 250 Quadratkilometern. Das Wort gorou kommt aus der Sprache Zarma und bedeutet „Trockental“. In den Gruben beim Dorf sammelt sich Regenwasser.

## Geschichte
Kourtéré Boubacar bestand bereits in den 1970er Jahren, als sich die Stadt Niamey auf das rechte Ufer des Nigers auszudehnen begann. Das Dorf  lag bis Ende des 20. Jahrhunderts außerhalb der Stadtgrenzen von Niamey und gehörte zum Arrondissement Kollo.

## Bevölkerung
Bei der Volkszählung 2012 hatte Kourtéré Boubacar 44 Einwohner, die in 6 Haushalten lebten. Bei der Volkszählung 2001 betrug die Einwohnerzahl 129 in 19 Haushalten und bei der Volkszählung 1988 belief sich die Einwohnerzahl auf 300 in 37 Haushalten.

## Wirtschaft und Infrastruktur
Durch Kourtéré Boubacar verläuft die 119,5 Kilometer lange und asphaltierte Nationalstraße 6 zwischen dem Stadtzentrum von Niamey und der Staatsgrenze zu Burkina Faso. Beim Dorf führt die 2021 eröffnete General-Seyni-Kountché-Brücke über den Fluss Niger.